# World Downfall
| Recensione | Giudizio |
| ---------- | -------- |
| AllMusic   |          |

World Downfall è il primo album in studio del gruppo musicale grindcore statunitense Terrorizer, pubblicato nel 1989.

## Tracce
1. After World Obliteration – 3:30
2. Storm of Stress – 1:28
3. Fear of Napalm – 3:01
4. Human Prey – 2:08
5. Corporation Pull-In – 2:22
6. Strategic Warheads – 1:38
7. Condemned System – 1:22
8. Resurrection – 2:59
9. Enslaved by Propaganda – 2:14
10. Need to Live – 1:17
11. Ripped to Shreds – 2:52
12. Injustice – 1:28
13. Whirlwind Struggle – 2:16
14. Infestation – 1:56
15. Dead Shall Rise – 3:06
16. World Downfall – 2:37

## Formazione
- Oscar Garcia - voce
- Jesse Pintado - chitarre
- David Vincent - basso, voce
- Pete Sandoval - batteria